# Javier Álvarez (lekkoatleta)
Javier Álvarez Salgado (ur. 18 grudnia 1943 w Vigo) – hiszpański lekkoatleta, długodystansowiec, medalista halowych mistrzostw Europy, dwukrotny olimpijczyk.
Zajął 10. miejsce w biegu na 3000 metrów z przeszkodami na mistrzostwach Europy w 1966 w Budapeszcie. Zwyciężył w tej konkurencji na igrzyskach śródziemnomorskich w 1967 w Tunisie. Na igrzyskach olimpijskich w 1968 w Meksyku zajął 11. miejsce na tym dystansie.
Na europejskich igrzyskach halowych w 1969 w Belgradzie zdobył srebrny medal w biegu na 3000 metrów (za Ianem Stewartem). Wywalczył brązowy medal na tym dystansie na halowych mistrzostwach Europy w 1970 w Wiedniu. Zwyciężył w biegu na 5000 metrów i biegu na 10 000 metrów na igrzyskach śródziemnomorskich w 1971 w Izmirze. Na mistrzostwach Europy w 1971 w Helsinkach zajął 5. miejsce w biegu na 5000 metrów. Był 10. w biegu na 5000 metrów i 12. w biegu na 10 000 metrów na igrzyskach olimpijskich w 1972 w Monachium.
Álvarez był rekordzistą Hiszpanii w biegu na 2000 metrów (trzy rekordy do wyniku 5;12,8 30 września 1973 w Pontevedrze), w biegu na 3000 metrów (trzy rekordy do wyniku 8:03,6 6 czerwca 1970 w Madrycie), w biegu na 5000 metrów (pięć rekordów do wyniku 13:28,4 10 września 1971 w Londynie), w biegu na 10 000 metrów (28:53,8 12 kwietnia 1970 w A Coruña) i w biegu na 3000 metrów z przeszkodami (cztery rekordy do wyniku 8:36,4 17 sierpnia 1968 w A Coruña), a także rekordzistą w hali w biegu na 3000 metrów (cztery rekordy do wyniku 7:52,6 15 marca 1970 w Wiedniu).
Był mistrzem Hiszpanii w biegu na 3000 metrów z przeszkodami w 1965 i 1966, w biegu na 5000 metrów w latach 1966–1968, 1972 i 1973 oraz w biegu na 30 kilometrów w 1971 i 1972.
Rekordy życiowe Álvareza (na otwartym stadionie):
| Konkurencja                        | Data i miejsce             | Wynik   |
| ---------------------------------- | -------------------------- | ------- |
| bieg na 3000 metrów                | 16 września 1973, Rieti    | 8:02,2  |
| bieg na 5000 metrów                | 19 lipca 1972, Oslo        | 13:26,4 |
| bieg na 10 000 metrów              | 3 września 1971, Monachium | 28:01,4 |
| bieg na 3000 metrów z przeszkodami | 17 sierpnia 1968, A Coruña | 8:34,4  |